# Bengaluru Open 2025
Il Bengaluru Open 2025 è stato un torneo maschile di tennis professionistico. È stata l'8ª edizione del torneo, facente parte della categoria Challenger 125 nell'ambito dell'ATP Challenger Tour 2025, con un montepremi di 200 000 $. Si è giocato dal 24 febbraio al 2 marzo 2025 sui campi in cemento del KSLTA Stadium di Bangalore, in India.

## Partecipanti

### Teste di serie
| Nazionalità | Giocatore          | Ranking* | Testa di serie |
| ----------- | ------------------ | -------- | -------------- |
| Rep. Ceca   | Vít Kopřiva        | 120      | 1              |
| Australia   | Tristan Schoolkate | 134      | 2              |
| Stati Uniti | Brandon Holt       | 153      | 3              |
| Danimarca   | Elmer Møller       | 154      | 4              |
| Francia     | Kyrian Jacquet     | 156      | 5              |
| Francia     | Ugo Blanchet       | 164      | 6              |
| Giappone    | Shintarō Mochizuki | 168      | 7              |
| Canada      | Alexis Galarneau   | 170      | 8              |

* Ranking al 17 febbraio 2025.

### Altri partecipanti
I seguenti giocatori hanno ricevuto una wild card per il tabellone principale:
- S D Prajwal Dev
- Manas Dhamne
- Ramkumar Ramanathan

I seguenti giocatori sono passati dalle qualificazioni:
- Petr Bar Biryukov
- Ilia Simakin
- Kasidit Samrej
- Nicolás Álvarez Varona
- Karan Singh
- Hynek Bartoň

Il seguente giocatore è entrato in tabellone come lucky loser:
- Billy Harris

## Punti e montepremi
| Torneo    | Torneo              | V      | F      | SF    | QF    | 2T    | 1T    | Q | Q2  | Q1  |
| Singolare | Punti               | 125    | 64     | 35    | 16    | 8     | 0     | 5 | 3   | 0   |
| Singolare | Premi in denaro ($) | 21 650 | 12 770 | 7 560 | 4 400 | 2 590 | 1 565 | – | 785 | 395 |
| Doppio    | Punti               | 125    | 64     | 35    | 16    | –     | 0     | – | –   | –   |
| Doppio    | Premi in denaro ($) | 9 350  | 5 440  | 3 250 | 1 930 | –     | 1,080 | – | –   | –   |

## Campioni

### Singolare
Brandon Holt ha sconfitto in finale  Shintarō Mochizuki con il punteggio di 6–3, 6–3.

### Doppio
Anirudh Chandrasekar /  Ray Ho hanno sconfitto in finale  Blake Bayldon /  Matthew Romios con il punteggio di 6–2, 6–4.